# Flaggenalphabet
Das Flaggenalphabet wird in der Schifffahrt verwendet, um Nachrichten auf optischem Wege durch Signalflaggen zwischen Schiffen auszutauschen. Diese Nachricht wird Signal (Fachausdruck: „Heiß“) genannt.
Es gibt unter anderem das internationale und ein deutsches Flaggenalphabet. Bei diesen Flaggenalphabeten wird jeder Buchstabe des lateinischen Alphabets durch eine unterschiedlich farbig gestaltete Flagge signalisiert. Des Weiteren existieren Flaggen zur Signalisierung von Ziffern und Sonderflaggen. Die meisten Flaggen des Flaggenalphabets besitzen weitere, spezielle Bedeutungen, zum Beispiel signalisiert Flagge A des internationalen Flaggenalphabets Taucher unten. Diese Flagge wird deshalb als Taucherflagge bezeichnet und zudem außerhalb der Schifffahrt verwendet.
Für die Maritime Medizin bedeutsam sind die Flaggen Q und L: die Flagge Q alleine bedeutet sinngemäß „An Bord ist alles gesund – Ich bitte um freie Verkehrserlaubnis“. Wenn aber unter der Flagge Q auch noch die Flagge L gesetzt wurde, dann bedeutet das sinngemäß „Mein Schiff ist verseucht“ bzw. „Mein Schiff ist seuchenverdächtig“ und damit ist das entsprechende Wasserfahrzeug auf adäquate Hilfe von Land aus angewiesen.   
Heute wird, falls überhaupt noch mit Flaggen signalisiert wird (und nicht stattdessen ein Funkgerät eingesetzt wird), praktisch ausschließlich diese Zusatzbedeutung verwendet. Ein Buchstabieren mit diesen Flaggen ist nicht üblich und die Zuordnung von Buchstaben zu den Flaggen dient daher lediglich noch der Identifikation.

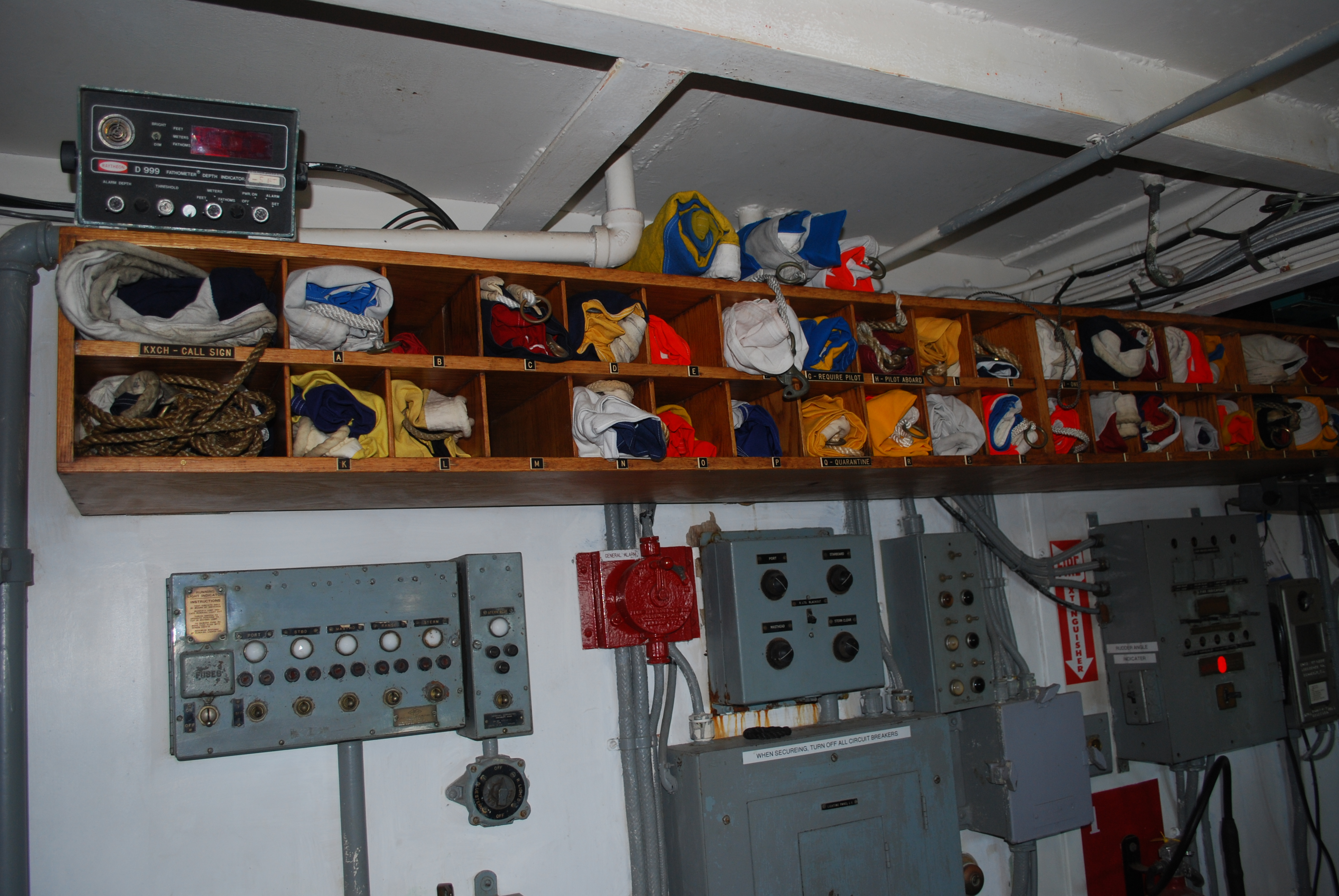
Das Flaggenregal auf der Brücke der Jeremiah O’Brien

Im Gegensatz zum Flaggenalphabet wird beim Winkeralphabet (Semaphore) ein Buchstabe durch die Stellung von zwei Flaggen signalisiert.

## Geschichte

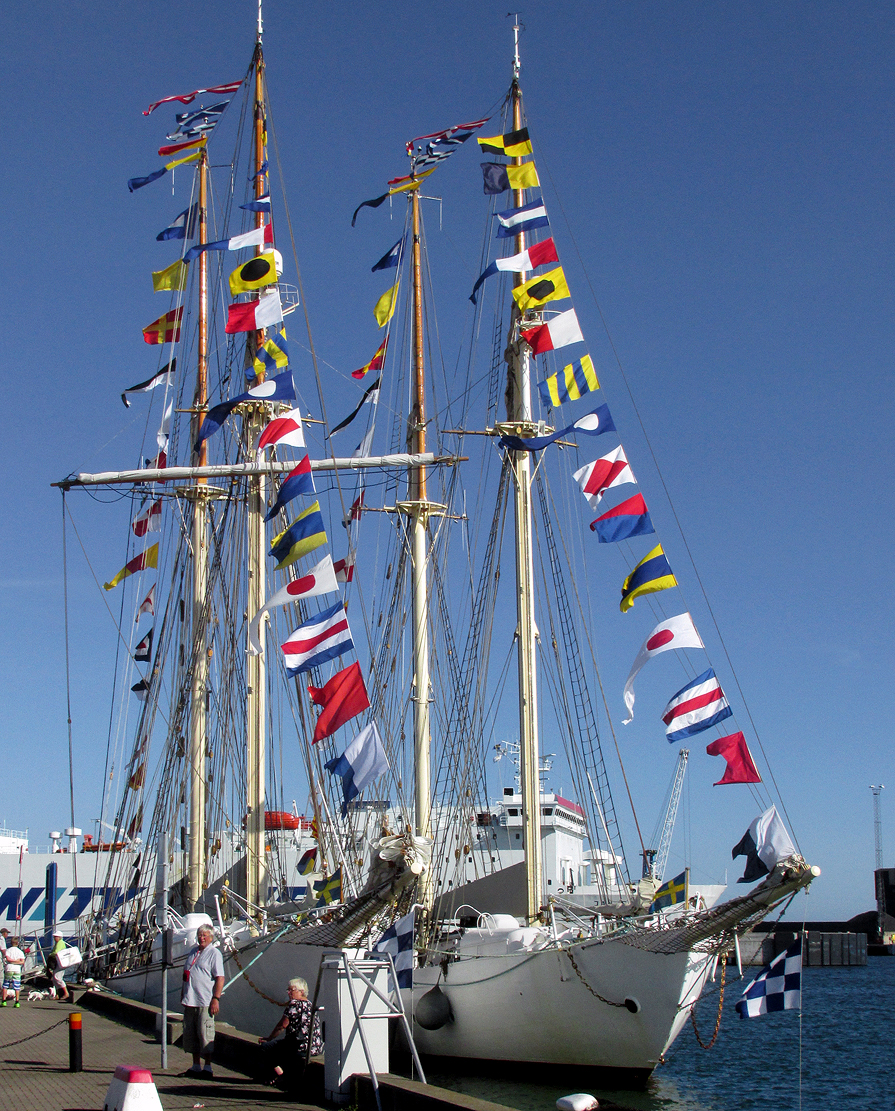
Die Schoner Gladan und Falken in Ystad mit Signalflaggen als Flaggenschmuck

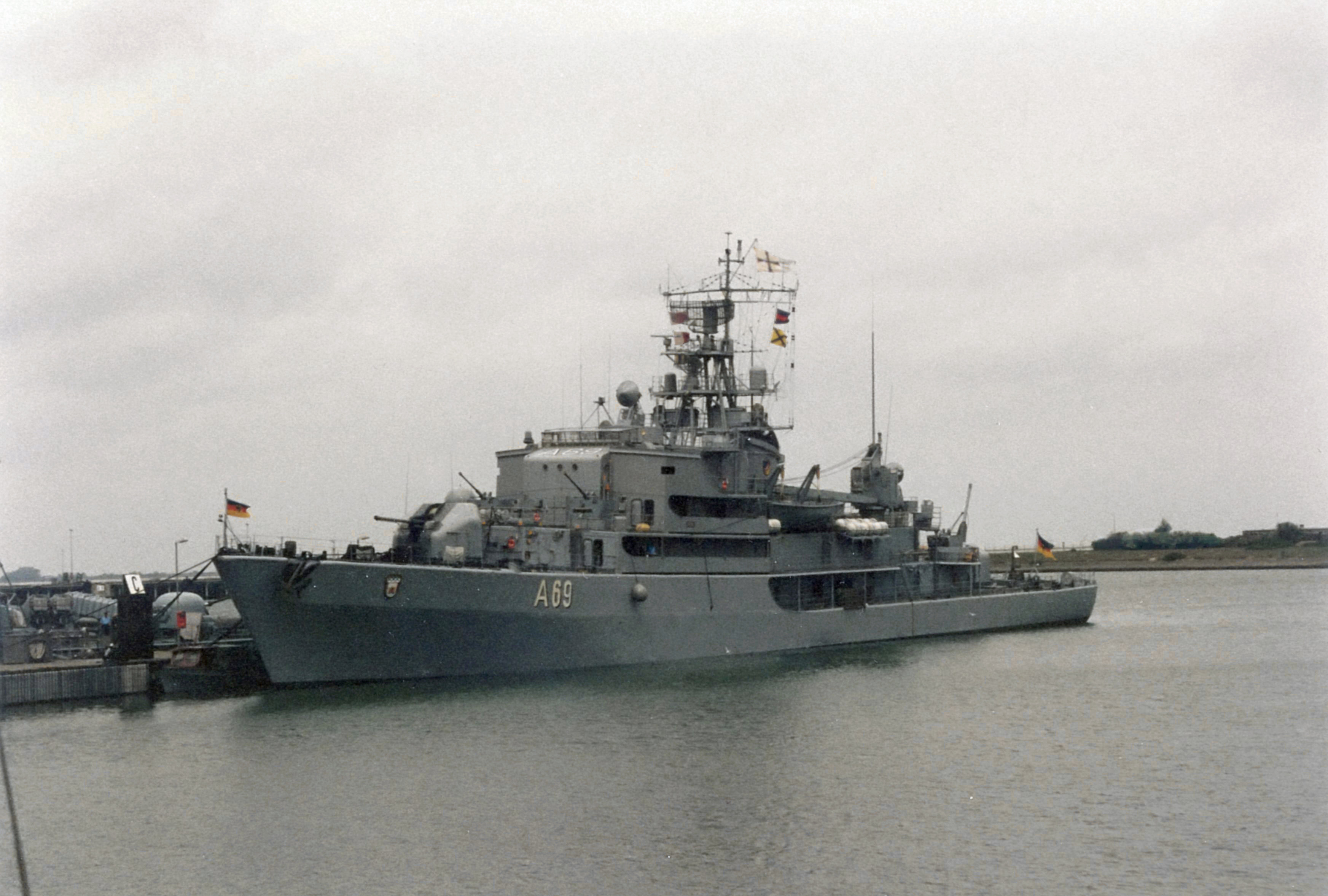
Die Donau zeigt Signalflaggen.
Links: F-H-G. Rechts: 3-5

1817 führte Frederick Marryat von der britischen Royal Navy ein System von Flaggensignalen ein, das zunächst zur Signalisierung und Erkennung von Handelsschiffen über größere Entfernungen auf See diente (Marryat-Signalcode). Das mehrfach, und unter anderem für die Zwecke der Royal Navy erweiterte System wurde 1854 umbezeichnet in The Universal Code of Signals for the Mercantile Marine of All Nations und war bis etwa 1890 in Gebrauch, zumeist bei britischen und US-amerikanischen Schiffen, deutsche Schiffe nutzten dieses System mitunter.
Ein anderes Flaggenalphabet wurde 1855 vom Board of Trade entworfen, 1857 veröffentlicht und nach und nach von vielen seefahrenden Nationen übernommen. Deutschland übernahm das System 1870. Mit der Auflage des Internationalen Signalbuches von 1901 wurde dieses erstmals allgemeingültig eingeführt. Seitdem wurde es mehrfach überarbeitet und mit dem Einzug moderner Kommunikationsmethoden seit der Gründung der IMO im Jahr 1959 immer wieder gestrafft.
Flaggenalphabete galten zunächst als militärische Geheimnisse. Sie waren dazu vorgesehen, im Gefecht Befehle übermitteln zu können, ohne dass sie vom Gegner gelesen werden konnten. Da Handelsschiffe generell nur Befehlsempfänger sind, gab es in vielen Nationen zwei Signalbücher, eines für die Handelsmarine, das auch der Kriegsflotte zur Verfügung stand, und eines ausschließlich für die Kriegsflotte.
Gleich geblieben ist das Prinzip, wie es seit 1901 gilt. Die Zahl der Wimpel und Stander wurde inzwischen vergrößert. Es gibt 26 Buchstabenwimpel, zehn Zahlenwimpel, einen Signalwimpel und vier Hilfsstander, sowie inzwischen zwei Bahn- und einen Zielwimpel. Generell werden bis zu vier verschiedene Buchstaben gleichzeitig gesetzt und von oben nach unten gelesen, was in der Summe 475.254 verschiedene Aussagen zu formulieren erlaubt. Durch den Einsatz der Hilfsstander und des Signalwimpels sind weitere Möglichkeiten vorhanden. Die Bahn- und Zielwimpel sind nur bei Wettfahrten (Regatten) von Bedeutung.
Echtes Alphabetisieren, also das Buchstabieren von Wörtern, ist nur in Ausnahmefällen zulässig. Solch ein Beispiel ist das Übertragen von Namen, um die Schreibweise eines Besatzungsmitgliedes zu übermitteln. Dazu wird nach einem „Ich beginne zu buchstabieren“-Signal der Schriftzug übertragen und mit einem „Ich habe buchstabiert“-Signal beendet. Diese Technik ist im ersten Band des Internationalen Signalbuches enthalten, der sich mit den Flaggen-, Morse- und Winkersignalen befasst. Im Band zwei (von zwei) des Internationalen Signalbuches ist das Funkbuch enthalten.

## Signaltabelle
Die nachfolgende Tabelle zeigt das internationale Signalflaggenalphabet mit der Bedeutung des Hissens einzelner Wimpel oder Stander.
1. Spalte: Buchstabe
2. Spalte: Buchstabe in der internationalen ICAO-Alphabet, wie sie entsprechend der IMO weltweit im Seefunk (Sprechfunk) verwendet wird
3. Spalte: Internationale Signalflagge
4. Spalte: Morsecode
5. Spalte: Bedeutung als Einflaggensignal
6. Spalte: Gibt an, ob der entsprechende Morsecode als Schallsignal mit dem Einflaggensignal übereinstimmt. Es gibt Morsezeichen entsprechende Schallsignale in den Kollisionsverhütungsregeln und in der Seeschifffahrtsstraßen-Ordnung, die andere Bedeutung haben als das entsprechende Einzelflaggensignal.
7. Spalte: Bedeutung bei Regattaveranstaltungen gemäß der Wettfahrtregeln Segeln 2021–2024[5] – Anordnungen/Signale der Wettfahrtleitung an die teilnehmenden Boote (zusätzliche oder hiervon abweichende Signale können in den Segelanweisungen der jeweiligen Regatta bekanntgegeben werden)

| #                                                                                                | Sprechfunk     | Signalflagge | Morsecode | Einflaggensignal | Schall | Regattazeichen |  |
| ------------------------------------------------------------------------------------------------ | -------------- | ------------ | --- | --- | --- | --- |  |
| A                                                                                                | Alpha          |              | · − | „Ich habe Taucher unten; halten Sie sich gut frei von mir bei langsamer Fahrt.“ | | nur unter „AP“ oder „N“ |  |
| B                                                                                                | Bravo          |              | − · · · | „Ich lade/lösche/befördere gefährliche Güter.“ | | Protestflagge |  |
| C                                                                                                | Charlie        |              | − · − · | „Ja.“ (Mit einem dreieckigen Ausschnitt (C-Doppelstander) 1946–49 Erkennungsflagge für deutsche Handelsschiffe) | | die Position der nächsten Bahnmarke wurde geändert |  |
| D                                                                                                | Delta          |              | − · · | „Halten Sie sich frei von mir; ich bin manövrierbehindert.“ | ja | |  |
| E                                                                                                | Echo           |              | · | „Ich ändere meinen Kurs nach Steuerbord.“ | ja | |  |
| F                                                                                                | Foxtrot        |              | · · − · | „Ich bin manövrierunfähig; nehmen Sie Verbindung mit mir auf.“ | | |  |
| G                                                                                                | Golf           |              | − − · | „Ich brauche einen Lotsen.“ | | |  |
| H                                                                                                | Hotel          |              | · · · · | „Ich habe einen Lotsen an Bord.“ | | nur unter „AP“ oder „N“ |  |
| I                                                                                                | India          |              | · · | „Ich ändere meinen Kurs nach Backbord.“ | ja | Startverschärfung: Regel 30.1 ist in Kraft |  |
| J                                                                                                | Juliett        |              | · − − − | „Halten Sie sich gut frei von mir. Ich habe Feuer im Schiff und gefährliche Ladung an Bord.“ | | |  |
| K                                                                                                | Kilo           |              | − · − | „Ich möchte mit Ihnen Verbindung aufnehmen.“ | | |  |
| L                                                                                                | Lima           |              | · − · · | „Bringen Sie Ihr Fahrzeug sofort zum Stehen!“ (z. B. Aufforderung durch die Wasserschutzpolizei) In der Folge L Q Quarantänesignal | ja | An Land: Bekanntmachungen an die Teilnehmer wurden ausgehängt; auf See: Kommen Sie in Rufweite oder folgen Sie.                                                     |  |
| M                                                                                                | Mike           |              | − − | „Meine Maschine ist gestoppt; ich mache keine Fahrt durchs Wasser.“ | ja | Dieses Objekt ersetzt eine fehlende Bahnmarke |  |
| N                                                                                                | November       |              | − · | „Nein.“ | | Abbruch der Wettfahrt, alleine: Wettfahrtabbruch, zurück zum Start; über „A“: Abbruch, heute keine weiteren Wettfahrten; über „H“: Abbruch, weitere Signale an Land |  |
| O                                                                                                | Oscar          |              | − − − | „Mann über Bord!“ | | Erlaubt das Pumpen, Schaukeln und Treiben, die normalerweise nicht erlaubt sind (Regel 42). [Nur wenn Anhang P angewendet wird.]                                    |  |
| P                                                                                                | Papa           |              | · − − · | Diese Flagge (auch Blauer Peter genannt) wird gesetzt, um anzuzeigen, dass ein Schiff innerhalb der nächsten 24 Stunden auslaufen will. Sie ist ein Zeichen für die Mannschaft auf Landgang, an Bord zu kommen, und dass örtliche Lieferanten ausstehende Rechnungen präsentieren sollen. / „Meine Netze sind an Hindernis festgekommen“ (auf See). | | Vorbereitungssignal |  |
| Q                                                                                                | Quebec         |              | − − · − | „An Bord alles gesund, ich bitte um freie Verkehrserlaubnis“. Die Signalflagge „Q“ wird als Zollstander benutzt, heißt aber auch in der Folge L Q Quarantäneflagge. Zusammen mit dem 1. Hilfsstander bedeutet sie „Ich benötige Gesundheitsabfertigung“, früher drastischer: „Mein Schiff ist seuchenverdächtig“. | | |  |
| R                                                                                                | Romeo          |              | · − · | Hat als Einzelflagge keine Bedeutung mehr. Historische Bedeutung war das Anzeigen einer schiffbaren Passage auf dem Gegenkurs. | | Wenn vorher „O“ gezeigt wurde: Pumpen, Schaukeln und Treiben sind ab hier verboten.                                                                                 |  |
| S                                                                                                | Sierra         |              | · · · | „Meine Maschine läuft rückwärts.“ (wird insbesondere dann gegeben, wenn das Schiff noch vorwärts fährt) | ja | Bahnverkürzung |  |
| T                                                                                                | Tango          |              | − | „Halten Sie sich von mir frei; ich bin beim Gespannfischen.“ | | |  |
| U                                                                                                | Uniform        |              | · · − | „Ihnen droht Gefahr.“ | | Startverschärfung: Regel 30.3 ist in Kraft |  |
| V                                                                                                | Victor         |              | · · · − | „Ich brauche Hilfe.“ | | Anweisung den Sicherheitskanälen zu folgen für Such- und Rettungseinsätze.                                                                                          |  |
| W                                                                                                | Whiskey        |              | · − − | „Ich brauche ärztliche Hilfe.“ | | |  |
| X                                                                                                | Xray           |              | − · · − | „Brechen Sie Ihr Manöver ab. Achten Sie auf meine Signale.“ | | Einzelrückruf |  |
| Y                                                                                                | Yankee         |              | − · − − | „Ich treibe vor Anker.“ | | Schwimmwesten anlegen! |  |
| Z                                                                                                | Zulu           |              | − − · · | „Ich benötige einen Schlepper.“ / „Ich setze Netze aus (Fischer).“ | | Startverschärfung: Regel 30.2 ist in Kraft |  |
|                                                                                                  |                |              | | | | |  |
| 0                                                                                                | Nadazero       |              | − − − − − | | | |  |
| 1                                                                                                | Unaone         |              | · − − − − | Wird auch bei Soloseglern gesetzt. | | nur unter „AP“ |  |
| 2                                                                                                | Bissotwo       |              | · · − − − | | | nur unter „AP“ |  |
| 3                                                                                                | Terrathree     |              | · · · − − | | | nur unter „AP“ |  |
| 4                                                                                                | Kartefour      |              | · · · · − | | | nur unter „AP“ |  |
| 5                                                                                                | Pantafive      |              | · · · · · | | | nur unter „AP“ |  |
| 6                                                                                                | Soxisix        |              | − · · · · | | | nur unter „AP“ |  |
| 7                                                                                                | Setteseven     |              | − − · · · | | | nur unter „AP“ |  |
| 8                                                                                                | Oktoeight      |              | − − − · · | | | nur unter „AP“ |  |
| 9                                                                                                | Novenine       |              | − − − − · | | | nur unter „AP“ |  |
|                                                                                                  |                |              | | | | |  |
|                                                                                                  | AP             |              | | Signalbuch- und Antwortwimpel | | Startverschiebung; über 1-9: um 1-9 Stunden über H: Weitere Signale an Land über A: Heute keine Wettfahrt mehr                                                      |  |
|                                                                                                  |                |              | | | | |  |
|                                                                                                  | 1st Substitute |              | | Erster Hilfsstander (An dieser Stelle erstes Zeichen wiederholen) | | Gesamtrückruf |  |
|                                                                                                  | 2nd Substitute |              | | Zweiter Hilfsstander (An dieser Stelle zweites Zeichen wiederholen) | | |  |
|                                                                                                  | 3rd Substitute |              | | Dritter Hilfsstander (An dieser Stelle drittes Zeichen wiederholen) (Zollstander) | | |  |
|                                                                                                  | 4th Substitute |              | | Vierter Hilfsstander (An dieser Stelle viertes Zeichen wiederholen, ist nicht Bestandteil des internationalen Signalflaggenalphabets) | | |  |
|                                                                                                  |                |              | | | | |  |
|                                                                                                  |                |              | | | | üblicherweise: Bahnmarke bleibt an Steuerbord liegen (nicht in den Wettfahrtregeln festgeschrieben)                                                                 |  |
|                                                                                                  |                |              | Dieses ist die älteste international gültige Flagge; sie war über Jahrhunderte als sogenannte „Quarantäneflagge“ in Gebrauch. Sie wurde im 16. Jahrhundert von den Piraten übernommen, bevor die Seeräuber im 18. Jahrhundert zur (oft schwarzen) Totenkopfflagge wechselten. Wegen der Historie mit den Piraten, um Verwechslungen auszuschließen, bekam die „Quarantäneflagge“ den Schwalbenschwanz und ist heute als „Flagge Bravo (Gefahr)“ bekannt. Außerdem wird die ehemalige „Quarantäneflagge“ in der „Flagge Whiskey (ich brauche einen Arzt)“ wiederholt. Zur Backbordflagge wurde das rote Rechteck erst mit Einführung der Farbzuordnungen für die Fahrtrichtungsseiten von Wasserfahrzeugen im 19. Jahrhundert. | Dieses ist die älteste international gültige Flagge; sie war über Jahrhunderte als sogenannte „Quarantäneflagge“ in Gebrauch. Sie wurde im 16. Jahrhundert von den Piraten übernommen, bevor die Seeräuber im 18. Jahrhundert zur (oft schwarzen) Totenkopfflagge wechselten. Wegen der Historie mit den Piraten, um Verwechslungen auszuschließen, bekam die „Quarantäneflagge“ den Schwalbenschwanz und ist heute als „Flagge Bravo (Gefahr)“ bekannt. Außerdem wird die ehemalige „Quarantäneflagge“ in der „Flagge Whiskey (ich brauche einen Arzt)“ wiederholt. Zur Backbordflagge wurde das rote Rechteck erst mit Einführung der Farbzuordnungen für die Fahrtrichtungsseiten von Wasserfahrzeugen im 19. Jahrhundert. | Dieses ist die älteste international gültige Flagge; sie war über Jahrhunderte als sogenannte „Quarantäneflagge“ in Gebrauch. Sie wurde im 16. Jahrhundert von den Piraten übernommen, bevor die Seeräuber im 18. Jahrhundert zur (oft schwarzen) Totenkopfflagge wechselten. Wegen der Historie mit den Piraten, um Verwechslungen auszuschließen, bekam die „Quarantäneflagge“ den Schwalbenschwanz und ist heute als „Flagge Bravo (Gefahr)“ bekannt. Außerdem wird die ehemalige „Quarantäneflagge“ in der „Flagge Whiskey (ich brauche einen Arzt)“ wiederholt. Zur Backbordflagge wurde das rote Rechteck erst mit Einführung der Farbzuordnungen für die Fahrtrichtungsseiten von Wasserfahrzeugen im 19. Jahrhundert. | üblicherweise: Bahnmarke bleibt an Backbord liegen (nicht in den Wettfahrtregeln festgeschrieben)                                                                   |  |
|                                                                                                  |                |              | | | | Zielflagge |  |
|                                                                                                  |                |              | | | | |  |
| Anmerkung: Die Flaggen werden hier wegen des besseren Kontrastes vor grauem Hintergrund gezeigt. |                |              | | | | |  |

Ein Satz dieser Signalflaggen wird ein „Stell“ genannt. Die Signalflaggen können nicht nur einzeln gesetzt werden, sondern in Kombinationen von mehreren. Dabei werden sie untereinander gesetzt und von oben nach unten gelesen. So bedeutet „U“, „W“ „Good Luck“ oder „Gute Reise“. Dies wird bei der Schiffsbegrüßungsanlage Willkomm-Höft in Wedel bei Hamburg verwendet. Solche Kombinationen wurden – unter Zuhilfenahme geheimer Codebücher – besonders von Kriegsschiffen in Verbänden benutzt, um untereinander zu kommunizieren. Diese Art der Kommunikation ist, im Gegensatz zu Funk, von feindlichen U-Booten nicht abhör- oder peilbar.

### Militärisch genutzte Signalflaggen
Im militärischen Einsatz sind teils vom internationalen Signalflaggenalphabet (ICS) abweichende Signalflaggen definiert. Das NATO Allied marine tactical Signal and Maneuvering Book beschreibt abweichende Zahlen-Flaggen, bei der russischen Marine weichen sowohl Zahlen als auch Buchstaben vom ICS ab.
| # | ICS Signalflagge | NATO | Russische Marine | Morsecode |
| 0 |                  |      |                  | − − − − − |
| 1 |                  |      |                  | · − − − − |
| 2 |                  |      |                  | · · − − − |
| 3 |                  |      |                  | · · · − − |
| 4 |                  |      |                  | · · · · − |
| 5 |                  |      |                  | · · · · · |
| 6 |                  |      |                  | − · · · · |
| 7 |                  |      |                  | − − · · · |
| 8 |                  |      |                  | − − − · · |
| 9 |                  |      |                  | − − − − · |

Das Mehrflaggensignal „NC“ ist ein international gültiges Seenotsignal. Weitere Mehrflaggen-Signale werden heute kaum noch verwendet. Sie wurden zunächst mit den Q-Codes der Morsetelegrafie ersetzt und später durch Sprechfunk.

## Farben der Signalflaggen
| BW-Farbbezeichnung | RAL-Farbe | RAL-Hilfsbezeichnung | Farbmuster |
| ------------------ | --------- | -------------------- | ---------- |
| Mittelgelb         | RAL 1021  | Rapsgelb             |            |
| Rot                | RAL 3000  | Feuerrot             |            |
| Dunkelblau         | RAL 5013  | Kobaltblau           |            |
| Grün               | RAL 6001  | Smaragdgrün          |            |
| Weiß               | RAL 9001  | Cremeweiß            |            |
| Schwarz            | RAL 9005  | Tiefschwarz          |            |